# Athyrium clarkei
Athyrium clarkei là một loài thực vật có mạch trong họ Woodsiaceae. Loài này được Bedd. miêu tả khoa học đầu tiên năm 1876.